# Jesper Bøge
Jesper Bøge Pedersen (født 22. februar 1990 på Fyn) er en dansk fodboldspiller, der spiller for danske Hobro IK.

## Karriere

### FC Midtjylland
Bøge skiftede til FCM fra Bogense G&IF som ynglingespiller. Han blev først i 2010 professionel, da han underskrev en ny kontrakt med FCM i januar 2010.
Efter nye indkøb, blev han i sommeren 2012 tredjevalget på højre backen. Derfor valgte han, at han gerne ville forlade klubben. 

### FC Fyn
Efter en vellykket prøvetræning, skiftede Bøge den 3. august 2012 til FC Fyn, eftersom han kun fik to ligakampe for FCM.

### Hobro IK
Den 13. marts 2013 skrev Bøge en 1,5-årig kontrakt med Hobro. Han hjalp sin klub med at rykke op til Superligaen i 2014/15 sæsonen.